# Karl Heinz Bender
Karl Heinz Bender, bisweilen auch als Karl-Heinz Bender und Karlheinz Bender geführt, (* 23. Oktober 1928 in Düsseldorf) ist ein deutscher Schauspieler, Hörspielsprecher und Moderator.

## Leben
Bender absolvierte zunächst eine Schauspielausbildung und debütierte als Theaterschauspieler in Leipzig. Später wirkte er in verschiedenen Inszenierungen des Kölner Millowitsch-Theaters mit, von denen einige auch für die ARD aufgezeichnet wurden. Außerdem übernahm er Rollen in Fernsehproduktionen wie Imo Moszkowicz´ Drama Der entscheidende Augenblick und dem Straßenfeger Tim Frazer.
Der Schwerpunkt seiner künstlerischen Tätigkeit lag im Bereich des Hörfunks. Bender arbeitete hier als Kommentator, Moderator und besonders umfangreich als Sprecher für Hörspiele, darunter auch in mehreren Folgen der Paul-Temple-Reihe des NWDR Köln bzw. des WDR. Daneben lieh er als Synchronsprecher beispielsweise Edward Judd in Der Tag, an dem die Erde Feuer fing, Philippe Lemaire in Die Goldsucher von Arkansas und Philippe Nicaud in Wollen Sie mit mir tanzen? seine Stimme.
Einem breiten Publikum wurde Bender jedoch durch seine Moderatorentätigkeit im zweiten Programm der ARD bekannt. Im Sommer 1960 übernahm er von Guido Baumann die Leitung der halbstündigen, am Gesellschaftsspiel „Memory“ orientierten Spielshow Gewusst wo....

## Filmografie (Auswahl)
- 1955: Der blaue Heinrich
- 1959: Der keusche Lebemann
- 1960: Der kühne Schwimmer
- 1961: Der entscheidende Augenblick
- 1963: Tim Frazer

## Hörspiele (Auswahl)
- 1953: Paul Temple und der Fall Vandyke; von Francis Durbridge, Regie: Eduard Hermann, mit René Deltgen, Annemarie Cordes, Kurt Lieck, NWDR.
- 1954: Paul Temple und der Fall Jonathan; von Francis Durbridge, Regie: Eduard Hermann, mit René Deltgen, Annemarie Cordes, Kurt Lieck, NWDR.
- 1956: Paul Temple und der Fall Madison; von Francis Durbridge, Regie: Eduard Hermann, mit René Deltgen, Ursula Langrock, Kurt Lieck, NWDR.
- 1956: So weit die Füße tragen; nach Josef Martin Bauer; Regie: Franz Zimmermann, mit Raoul Wolfgang Schnell, Alf Marholm, Wolfgang Wahl, WDR
- 1956: Gold!; Regie: Kurt Meister, mit Hilde Weissner, Hans Quest, WDR.
- 1957: Kleiner Grenzverkehr; Regie: Otto Kurth, mit Hans Müller-Westernhagen, Helmut Wildt, WDR.
- 1957: Inspektor Hornleigh auf der Spur; Regie: Hermann Pfeiffer, mit Helmut Peine, Frank Barufski, WDR.
- 1958: Paul Temple und der Fall Lawrence; von Francis Durbridge, Regie: Eduard Hermann, mit René Deltgen, Annemarie Cordes, Kurt Lieck, WDR.
- 1958: Auf einer Straußenfarm in Südafrika; Regie: Kurt Meister, mit Bernd M. Bausch, Alf Marholm, WDR.
- 1961: In Nacht und Eis; drei Teile, Regie: Heinz Dieter Köhler, mit Berny Clairmont, Heidelinde Weis, WDR.
- 1962: Paul Temple und der Fall Margo; von Francis Durbridge, Regie: Eduard Hermann, mit René Deltgen, Annemarie Cordes, Kurt Lieck, WDR.